# Supercoppa turca 2020 (pallavolo maschile)
La Supercoppa turca 2020 si è svolta l'8 settembre 2020: al torneo hanno partecipato due squadre di club turche e la vittoria finale è andata per la quarta volta al Fenerbahçe.

## Regolamento
A causa della pandemia di COVID-19, che ha comportato l'interruzione anticipata delle manifestazioni nazionali turche della stagione 2019-20 (Efeler Ligi e Coppa di Turchia) senza la definizione di un vincitore, la formula canonica del torneo è stata rivista trasformandola in una sfida fra le prime due formazioni in classifica al momento dell'interruzione del torneo.
Le squadre hanno disputato una gara unica.

## Squadre partecipanti
| Squadra    | Qualificazione            | Ultima partecipazione |
| ---------- | ------------------------- | --------------------- |
| Fenerbahçe | 1ª in Efeler Ligi 2019-20 | Supercoppa turca 2019 |
| Arkas      | 2ª in Efeler Ligi 2019-20 | Supercoppa turca 2015 |

## Torneo
| 8 settembre 2020 Cengiz Göllü Kapalı Spor Salonu, Bursa Durata: 1h:58 - Spettatori: 50 | Fenerbahçe | 3 - 1 | Arkas | 25-15, 20-25, 25-20, 25-20 |

## Premi individuali[1]
| Premio                       | Nome             | Squadra    |
| ---------------------------- | ---------------- | ---------- |
| MVP                          | Salvador Hidalgo | Fenerbahçe |
| Premio speciale Paidar Demir | Yiğit Gülmezoğlu | Arkas      |